# Gymnetis coturnix
Gymnetis coturnix är en skalbaggsart som beskrevs av Hermann Burmeister 1842. Gymnetis coturnix ingår i släktet Gymnetis och familjen Cetoniidae.

## Underarter
Arten delas in i följande underarter:
- G. c. chontalensis
- G. c. phasianus
- G. c. nigrina